# 얼룩꼬리땃쥐쥐
얼룩꼬리땃쥐쥐(Pseudohydromys fuscus)는 쥐과에 속하는 설치류의 일종이다. 서파푸아와 인도네시아, 파푸아뉴기니에서 발견된다.